# Crotalus durissus unicolor
Crotalus durissus unicolor là một phân loài rắn độc được tìm thấy chỉ trên hòn đảo Aruba thuộc vùng Caribbean, ngoài khơi bờ biển Venezuela. Loài này đứng trước nguy cơ tuyệt chủng, ước tính chỉ có không đến 230 cá thể trưởng thành còn sống trong tự nhiên. Đôi khi vẫn được phân loại như là một loài riêng biệt.

## Mô tả
Kích thước vừa phải, loài này đạt chiều dài trưởng thành khoảng 90 cm, và nặng khoảng một kí lô. Màu nâu nhạt, tan, hoặc gần như màu hồng, phản ánh màu đất của môi trường sống tự nhiên của nó, có màu nâu đậm hơn, nhưng màu sắc có thể thay đổi từ màu trắng sang màu mơ hoặc màu nâu. Các dấu hiệu đôi khi gần như vô hình, hoặc chỉ nhìn thấy trong một đường hẹp xuống giữa lưng.

## Phạm vi địa lý
Các loài rắn này là loài đặc hữu của hòn đảo Aruba, ngoài khơi bờ biển Venezuela. Chúng chỉ tồn tại ở thung lũng và môi trường sa mạc ở nửa phía đông nam đảo. Loại địa phương được đưa ra là "Aruba". 

## Tình hình bảo tồn
Loài này được xếp loại là nguy cấp (CR) trong Danh lục Đỏ của IUCN với các tiêu chí sau: C2b (v.2.3, 1994). Điều này có nghĩa là số lượng ước tính có dưới 250 con trưởng thành, sự suy giảm liên tục đã được quan sát thấy, dự đoán hoặc suy luận về số người trưởng thành, và cấu trúc số cá thể sao cho tất cả các cá thể đều nằm trong một tiểu nhóm đơn.
Năm được đánh giá: 1996.

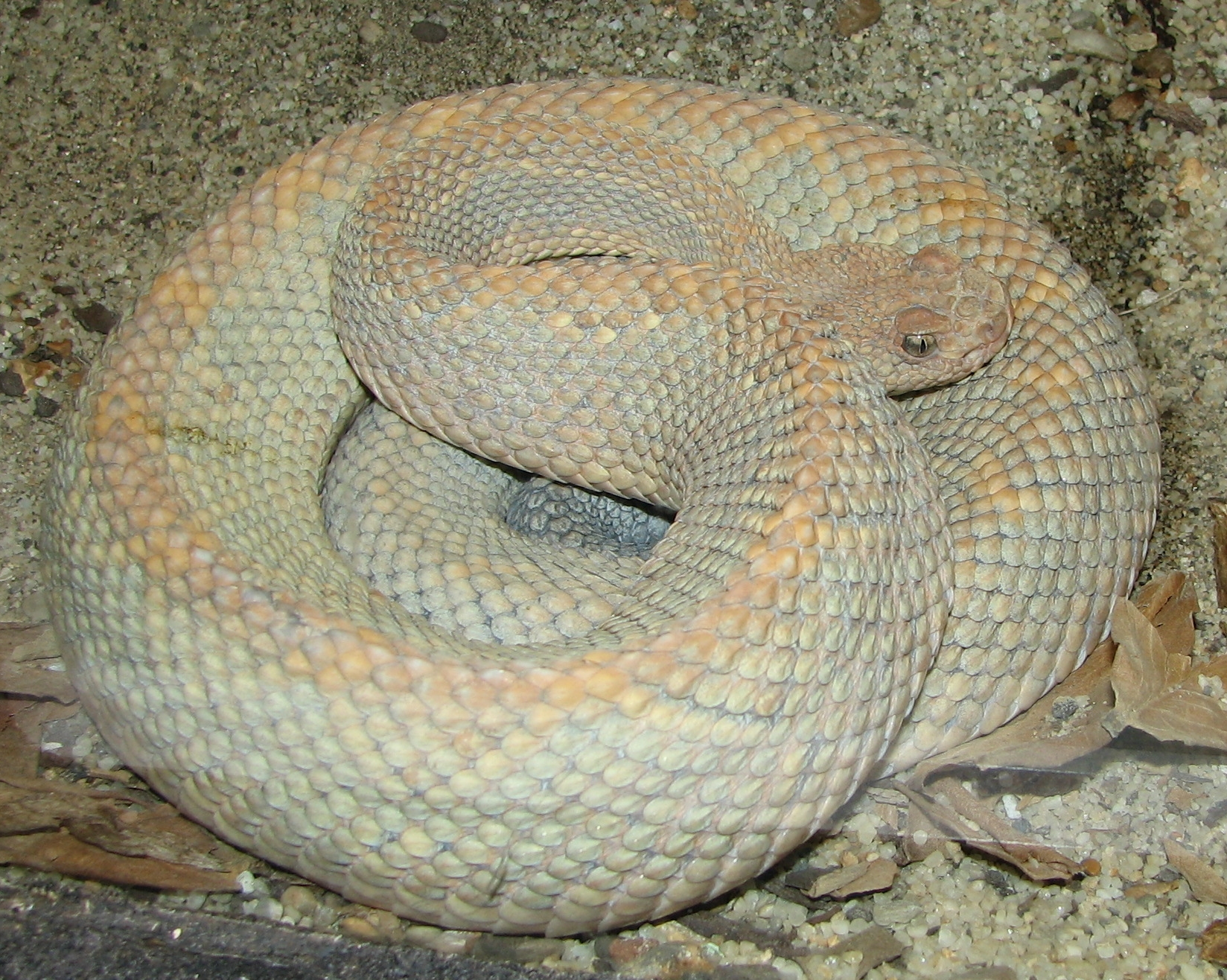

Những con rắn này chỉ được tìm thấy trên đảo Aruba, nơi chúng chủ yếu giới hạn ở mũi đá, khô của hòn đảo. Do phạm vi địa lý rất hạn chế, khoảng 230 động vật còn sót lại trong tự nhiên, và bao giờ xâm chiếm môi trường sống của con người vào lãnh thổ của họ (chỉ còn khoảng 25 km2 còn lại), loài rắn đu quay Đảo Aruba là một trong những loài rắn đuôi gai hiếm nhất thế giới và được liệt kê như là nguy cấp nguy cấp. Thật không may, trong khi xuất khẩu từ đảo là bất hợp pháp, nó không có bảo vệ pháp luật khác trên đảo. Con rắn bây giờ là một phần của kế hoạch sinh sản Loài Loài gia súc.

## Thức ăn
Chế độ ăn uống của nó bao gồm loài gặm nhấm, chim và thằn lằn.

## Sinh sản

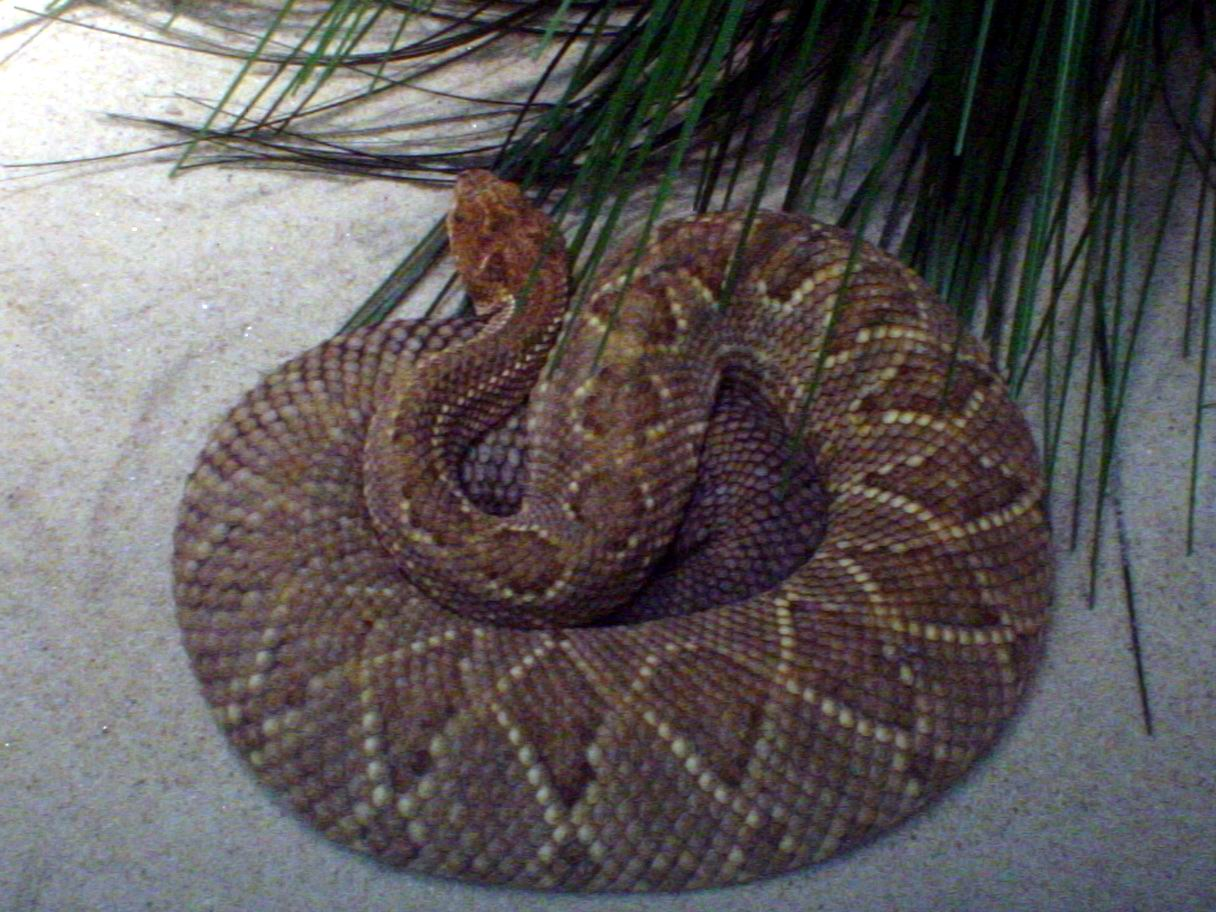
Crotalus unicolor tại Sở thú và thủy cung Columbus.

Con đực đạt được sự trưởng thành về giới tính trong bốn năm; nữ trong năm. Sau thời gian mang thai bốn tháng, con cái sinh ra từ năm đến mười lăm con sống ở một thời điểm.